# استطلاع الرأي حول استقلال البحرين 1970
استطلاع الرأي حول الاستقلال البحريني 1970 عقد خلال عام 1970. الدراسة (التي يشار إليها أحيانا باسم «الاستفتاء») اتخذ شكل استطلاع للرأي من قبل الأمم المتحدة بشأن ما إذا كانت الجزر تفضل الاستقلال أو الانضمام إلى إيران او السعودية تقرير الممثل الشخصي للأمين العام ذكر أن «الغالبية الساحقة من شعب البحرين ترغب في الحصول على الاعتراف بهويتهم في دولة مستقلة وذات سيادة كاملة حرة وفي أن تقرر لنفسها علاقاتها مع الدول الأخرى».
نتيجة لذلك أصدر مجلس الأمن التابع للأمم المتحدة بالإجماع القرار رقم 278 في 11 مايو 1970 وتخلت في نفس الشهر إيران عن مطالبتها للجزر. أصبحت البلاد في وقت لاحق مستقلة عن المملكة المتحدة في أغسطس 1971.

## الخلفية
بدأت إیران بإدعاءاتها في البحرین منذ منتصف القرن التاسع عشر المیلادي في إسنادها إلى عدد من المذكرات والمخاطبات الرسمیة بینها وبین الحكومة البریطانیة لتأكید أطماعها فیها إذ لم تتردد یوما بملكیتها للبحرین مما دفع حكامها آل خليفة التصدي لتلك الأطماع وتفنیدها كونها لا تستند إلى أدلة قانونیة أو صفة شرعیة.
وتمسكت إیران بحجج واهیة في مطالبتها بالبحرین بین الحین والآخر منها أن حكام البحرین دائما كانوا یقبلون بالسیادة الفارسیة علیهم ودفعوا الضرائب لهم وفي بعض الأحیان كانوا یصرحون أنهم من رعایا إیران وأعلنوا الولاء لهم في حالات عدة لاسیما الرسائل التي بعثها محمد بن خلیفة بن سلمان آل خليفة حاكم البحرین إلى إیران عام 1860 عندما كانت البحرین في نزاع مع الدولة السعودية الثانية إذ طلبوا منهم تقدیم المساعدة للوقوف بوجه السعوديين الذین أرادوا إزاحتهم عن السلطة.
وتجددت الادعاءات في زمن الشاه رضا بهلوي إذ رفض بنود معاهدة جدة بین السعودیة والبحرین عام 1927 لأن فیها بندا (المادة السادسة) أكدت على عروبة البحرین وإمارات الخليج العربي الأخرى وهذا یتناقض مع ما تدعیه بأنها أرض فارسیة وأن الشاه سعى دائما لخدمة أغراضه التوسعیة لاسیما في تشجیعه الإیرانیین للهجرة إلى إمارات الخلیج العربي ومنها البحرین.
واستمرت إیران في مواقفها العدائیة تجاه إمارات الخلیج العربي ففي نوفمبر 1957 اعتبر الشاه محمد رضا بهلوي البحرین الإقلیم الرابع عشر ضمن التنظیمات الإداریة الإیرانیة الجدیدة واستمرت مطالبة الشاه محمد رضا بهلوي بالبحرین وأعلن في 13 مارس 1968 قائلا: «إذا لم یحترم أصدقاؤنا الحالیون حقوق إیران المشروعة في الخلیج فعلیهم أن یتوقعوا قیام إیران باتخاذ موقف مشابه إزائهم» وصرح أیضا في مارس 1970 قائلا: «إن البحرین فصلت عن بلاده من قبل بریطانیا منذ مائة وخمسون عاما وبما أن بریطانیا سوف تغادر المنطقة فإنه یجب عودة البحرین إلى إیران».
وأخیرا اضطرت إیران إلى التوقف عن ادعاءاتها بالبحرین بسبب إصرار شعب البحرین في المحافظة على عروبة بلدهم ومقاومة تلك الادعاءات فیها بكل شدة وعزم لذا بدأت بالتراجع في مطالباتها وتقدمت باقتراح إجراء استفتاء رسمي لسكان البحرین تحت رعایة الأمم المتحدة بخصوص الإنضمام إلى إیران أو تفضیل الاستقلال وتم رفض الفكرة لأن عروبة البحرین لیست موضع شك وربما تفتح شهیة إیران للاستحواذ على إمارات أخرى في الخلیج العربي یشكل الإیرانیون فیها نسبة عالیة من السكان لذا عرضت القضیة أمام محكمة العدل الدولیة للنظر فیها وصرح بعض موظفي الأمم المتحدة بأن المسألة لیست ذات طابع قانوني وأخیرا تم انتداب مدیر مكتب الأمم المتحدة في جنیف في أبريل 1970 لتقصي الحقائق ثم رفع تقریر عن مهمته إلى مجلس الأمن الدولي والذي جاء فیه: «أكدت لي مشاوراتي أن الأغلبیة العظمى من سكان البحرین ترغب في الحصول على اعتراف بشخصیتهم في دولة مستقلة تماما ذات سیادة كاملة في تقریر علاقاتها مع الدول الأخرى» وصادق مجلس الأمن بالإجماع على تقریر اللجنة الدولیة في یوم 11 مايو 1970 ثم أعلن استقلال البحرین في 14 أغسطس 1971 وبعدها أصبحت عضوا في جامعة الدول العربیة ومنظمة الأمم المتحدة في العام نفسه.

## جذور الادعاءات الایرانیة في البحرین
استندت إیران في ادعاءاتها بالبحرین وغیرها من مناطق شرقي شبه الجزیرة العربیة إلى سیطرتها على هذه المناطق أیام حكم نادر شاه وهي مدة قصیرة إذا ما قورنت بنفوذ القبائل العربیة الذي امتد إلى الساحل الشرقي للخلیج العربي لقرون عدة ومنذ عام 1783 استقر بها عرب العتوب الأقویاء إذ استطاع آل خلیفة بزعامة أحمد بن محمد آل خلیفة الملقب بالفاتح من الاستیلاء علیها وطرد الوالي الإیراني نصر آل مذكور العماني الأصل منها محققا بذلك مكاسب إستراتیجیة وإقتصادیة أما الإستراتیجیة فإن البحرین منفصلة عن الشاطئ وصعبة المنال في حین الاقتصادیة تتمثل في كونها المركز الأساس لتجارة اللؤلؤ وسواه من السلع الأخرى فضلا عن غناها بالمیاه والزراعة وما تزال تحكم من قبلهم حتى الوقت الحاضر وأن مصدر الادعاءات الإیرانیة ومطالبتها بالبحرین هي الاتفاقیة التي وقعها الكابتن ولیم بروس المقيم السياسي البريطاني في الخليج العربي وأمیر شیراز عاصمة مقاطعة فارس عام 1822 والتي جاء فیها أن البحرین كانت دائما تابعة لإیران وأن حكامها من آل خلیفة متمردون على سلطتها إذ كان بروس یرى أن دعوة حكام البحرین إلى سلطة إیران ستؤدي إلى تحقیق الهدوء على الجانب الغربي للخلیج العربي ووضع حد للأعمال البحریة الانتقامیة إلا أن حكومة الهند البريطانية لم توافق بروس على رأیه وأبلغت الحكومة البریطانیة بأنها لا تصادق على هذه الاتفاقیة وبادرت بسحب الكابتن بروس من منصبه مؤكدة اعترافها بسیادة العرب على البحرین.
وهكذا فإن اتفاقیة عام 1822 لا یمكن الركون إلیها باعتبارها وثیقة رسمیة إذ أن المقیم السیاسي بروس لم یخول صلاحیة عقدها بصورة رسمیة والدلیل أن الحكومة البریطانیة عاقبته بسبب عقده الاتفاقیة فضلا عن أن شاه إیران فتح علي شاه عبر عن استیائه من أمیر شیراز لعقده الاتفاقیة دون علمه ودون أمر منه.
وإدعت إیران أن شیوخ البحرین قبلوا دائما بالسیادة الإیرانیة فضلا عن دفعهم الضرائب إلى إیران إذ ذكرت بعض المصادر الإیرانیة أنه عند وصول القوات المصریة إلى سواحل الخلیج العربي عام 1838 اعترف شیخ البحرین أنه من رعایا إیران وأثارت إیران موضوع البحرین مرات عدة خلال القرن التاسع عشر إذ دخلت في مراسلات ومباحثات مع الحكومة البریطانیة حوله باعتبار الأخیرة مسؤولة عن علاقات البحرین الخارجیة وفقا لمعاهداتها مع شیوخها من آل خلیفة ولم تخف إیران مطالبها بضم بعض الأراضي العربیة إلیها وكان لظهور النفوذ المصري على الشاطئ الشرقي لشبه الجزیرة العربیة عام 1839 الأثر الفاعل في زیادة إهتمام إیران وتجدید مطالبتها بالسیادة على البحرین لخشیتها من القوة العربیة الزاحفة لذا أرسلت مندوب لیجمع الأتاوة للخزینة الإیرانیة وهو الحاجي قاسم وطالبت في عام 1842 بضم البحرین إلیها وبسبب معارضة بریطانیا بناء إیران لأسطولها البحري في الخلیج العربي لإعتقادها أنه مخطط للاستیلاء على الجزر البحرینیة وإصرارها على الوقوف بوجه أي تدخل إیراني بالمنطقة إلا إذا اقتنعت بالحجج من وراء ذلك التدخل وهذا بدوره أدى إلى قیام إیران بتقدیم مذكرتي احتجاج الأولى في 4 فبراير 1845 والثانیة في 15 مارس من العام نفسه إذ احتوت الأولى على نسخة من معاهدة شیراز عام 1822 والتي احتوت على اعتراف بریطانیا بالسیادة الإیرانیة على البحرین أما الثانیة فاحتوت على عدد من النقاط قدمت إیران من خلالها إحداثا معینة أوضحت سیطرتها على البحرین وردت الحكومة البریطانیة على تلك الادعاءات وأفادت أن معاهدة شیراز لم تمهر بتوقیع حكومة الهند البریطانیة لذا فهي تعد غیر شرعیة وكان ذلك في 18 مارس 1845.
واستندت إیران أیضا في ادعاءاتها بالبحرین على رسالتین مؤرختین في 9 و12 أبريل 1860 أرسلهما حاكم البحرین محمد بن خلیفة بن سلمان آل خليفة إلى الحكومة الإیرانیة أعلن فیهما ولائه لهم إذ كانت البحرین آنذاك في نزاع مع الدولة السعودية الثانية فضلا عن فقدانها تأیید بریطانیا لها بسبب أعمالها البحریة ضدها لذا طلب من إیران المساعدة العسكریة للوقوف بوجه السعوديين الذین أرادوا إزاحتهم عن السلطة وهكذا نجد أن إیران لا تملك سوى هاتین الوثیقتین في محاولاتها ضم البحرین إلى أراضیها.
وتوقفت الادعاءات الإیرانیة في البحرین خلال الحرب العالمیة الأولى إذ كانت الأوضاع العسكریة التي فرضت على منطقة الخلیج العربي خلال سنوات الحرب لا تسمح بظهور وطرح هكذا موضوع وأخذت إیران عام 1922 بعدم الاعتراف بجوازات السفر البحرینیة ممن یسافر إلیها من البحرینیین للسیاحة أو زیارة العتبات المقدسة فیها إذ كانت تستبدلها بجوازات سفر إیرانیة إلا أنها عادت في عام 1925 عندما وصل الشاه رضا بهلوي إلى الحكم في إیران وبدأ نشاطه بتجدید تلك الادعاءات ورفض ما تضمنته معاهدة جدة المعقودة بین بریطانیا والملك السعودي عبد العزيز آل سعود عام 1927 والتي أكدت المادة السادسة فیها على عروبة البحرین وإمارات الساحل المتصالح الأخرى ووجد فیها اعترافا صریحا بعروبة البحرین واستقلالها وهذا یعني رفضا واضحا لمطالیبها في السیادة علیها لذا قدمت ایران احتجاج على ما تضمنته المادة السادسة من المعاهدة وأرسلت نسخة إلى سكرتاریة عصبة الأمم في 23 نوفمبر 1927 كما أرسلت مذكرة أخرى في 12 سبتمبر 1928 ذكرت فیها وجهة نظرها إلا أن وزیر خارجیة بریطانیة السیر أوستن شامبرلين أجاب علیها بمذكرة بتاریخ 18 فبراير 1929 رد فیها على الحكومة الإیرانیة مفندا وجود أیة أسانید شرعیة یمكن الاستناد علیها لتبریر المطالبات الإیرانیة في البحرین وأوعز حاكم البحرین حمد بن عيسى بن علي آل خليفة إلى تشارلز بلغريف مستشار حكومته بأن یصدر إعلان یقضي بأنه ابتداء من يناير 1928 ینبغي لجمیع الإیرانیین الذین ينوون السفر إلى البحرین أن یحملوا جوازات سفر على أن تكون هذه الجوازات مؤشرة من القنصلیات البریطانیة في الموانيء أو المدن الإیرانیة.
وفي 12 يناير 1928 قدمت الحكومة البریطانیة مذكرة لعصبة الأمم رفضت فیها الادعاءات الإیرانیة بالبحرین وفي 25 يناير نفسه احتجت إیران ضد التعلیمات البریطانیة التي طلبت من الإیرانیین الحصول على جوازات سفر لزیارة البحرین ثم سعت إیران منذ عام 1928 إلى أن تأخذ دورا إیجابیا في البحرین لاسیما في إدخالها برامج في الإذاعة الإیرانیة تخص سكان البحرین وأخذ العملاء الإیرانیین في البحرین ینشطون في محاولاتهم لجذب الرأي العام البحریني ضد الوجود البریطاني وعائلة آل خلیفة ومحاولتهم كسب ولاء أهل البحرین لسیاستهم وفي 18 يناير 1928 قدمت الحكومة البریطانیة مذكرة إحتجاج أخرى إلى عصبة الأمم رفضت فیها الإدعاءات الإیرانیة في البحرین.
وأصدر بلغريف إعلان آخر لجمیع وكالات السفر العاملة في البحرین أخبرهم بقراره الخاص بوقف العمل بوثیقة علم وخبر اعتبارا من 1 ديسمبر 1929 واستثنى من ذلك العاملین بصید اللؤلؤ إذ سمح لهم بالدخول إلى البحرین اعتمادا على تصریح الدخول المدون في دفاتر الغوص فضلا عن استثناءه التجار المترددین إلى البحرین والذین یحملون تصاریح بالدخول صادرة من حكومة البحرین وأن الشاه رضا بهلوي بإصداره الوثیقة أو التصریح حاول إظهار نفسه أمام الإیرانیین كبطل یسعى للوقوف بوجه الاستعمار البریطاني فضلا عن خدمة أغراضه التوسعیة لاسیما في تشجیعه الإیرانیین على الهجرة نحو شواطيء إمارات الخلیج العربي ومنها البحرین وبعثت الحكومة الإیرانیة مذكرة إحتجاج إلى بریطانیا في 23 يوليو 1930 عندما منح حاكم البحرین حمد بن عیسى بن علي آل خلیفة امتیازا للتنقیب عن النفط لشركة بریطانیة ذكرت فیها أنه لیس لشیخ البحرین الحق في منح أیة إمتیازات لإستثمار موارد النفط في تلك البلاد دون موافقتها.
وفي عام 1932 احتجت إیران على إصدار طوابع بریدیة هندیة واستعمالها في التعاملات في البحرین وعندما قامت الشركات الأمریكیة ومنها شركة ستاندرد أوف أویل كالیفورنیا بالتنقيب عن النفط في البحرین عام 1934 قدم وزیر خارجیتها باقر كاظمي مذكرة احتجاج إلى السفارة الأمریكیة في طهران وأخرى إلى عصبة الأمم كرر فیها إدعاء بلاده بالبحرین وأن الإمتیاز لا یمكن أن یستمر دون موافقة مبدئیة من إیران التي لها حق السیطرة على البحرین واستمرت إیران تثیر القضیة في المحافل الدولیة والإقلیمیة وتحتج على السلطات البریطانیة حینا وعلى شیخ البحرین حینا آخر لقضایا تمس عروبة البحرین واستقلالها.
واعترضت إیران في فبراير 1937 على إصدار قانوني الجنسیة والملكیة في البحرین والذي أصدره شیخ البحرین حمد بن عیسى بن علي آل خلیفة واحتوى على مواد نصت على إلغاء الجنسیة البحرينية للأفراد الذین حصلوا على جنسیات أخرى وقامت إیران بتقدیم احتجاج ضد إیطالیا عام 1940 بسبب تعرض البحرین لغارة جویة من قبل بعض طائراتها أثناء الحرب العالمیة الثانیة بالمقابل أرسل شیخ البحرین حمد بن عیسى بن علي آل خلیفة كتابا إلى المیجر باریت الوكیل البریطاني في البحرین طالب فیها الحكومة البریطانیة بالرد على مواقف إیران تجاه البحرین وذكّرها بالمعاهدات المعقودة بینهما والتي خولت بریطانیا حق الدفاع عن حكومة البحرین وحمایتها من كل إعتداء على أراضیها.
وفي أثناء الحرب العالمیة الثانیة شنت الصحافة الإیرانیة حملة دعائیة كبیرة ضد بریطانیا طالبت فیها بالسیادة الإیرانیة على البحرین لاسیما الصحافة ذات المیول الشیوعیة بعد تزاید نفوذها بدرجة كبیرة إذ أن معظم الأجزاء الشمالیة من إیران خضعت للنفوذ السوفیتي فضلا عن نشاطات حزب توده الإيراني الشیوعي التي بدت واضحة على الساحة الإیرانیة.
وأصدرت إیران عام 1946 قرارا وافق علیه مجلس النواب الإیراني نص على تطبیق الرسوم الجمركية على برید البحرین ووجهت مذكرة إلى الحكومة البریطانیة تضمنت إعلان سیادتها على البحرین وأبلغت إیران السفارات الأجنبیة في طهران أن نزول طائرات دولها في البحرین أمر محظور إلا بتصریح سابق من إیران بدعوى أن البحرین إقليم تابع لها لذا اجتمع مجلس جامعة الدول العربیة وقرر معارضة الإدعاء الإیراني بجمیع الوسائل وتأكید استقلال البحرین وشكل لجنة قامت بإرسال رد عربي موحد إلى الخارجیة الإیرانیة لكن ما لبث أن تراجعت عن إرسال الرد أمام الهجمات الإعلامیة الإیرانیة وهكذا تبنت جامعة الدول العربیة قضیة الدفاع عن كیان البحرین بدلا من مواقف الحكومات العربیة الأعضاء في الجامعة وقامت وزارة التعلیم الإیرانیة عام 1947 بإصدار تعلیمات جاءت فیها: «بالنظر إلى الحقیقة الواقعة بأن أرخبیل البحرین جزء من إیران فإن سكان البحرین رعایا إیرانیین ولذلك یطلب من جمیع المدرسین توضیح الموقف لتلامیذهم» وهذا یعني تنشئة الجیل الإیراني الجدید على فكرة أن البحرین جزء من إیران وشهدت الخمسینیات من القرن العشرین سعیا إیرانیا محموما لتثبیت إدعاءاتها حول البحرین والغرض من ذلك توجیه أنظار الرأي العام الإیراني عن الأوضاع السیاسیة والاقتصادیة والاجتماعیة السیئة التي یعانیها من جراء سیاسة نظام الشاه محمد رضا بهلوي في إیران.
وردا على الإدعاء الإیراني في البحرین اجتمعت جامعة الدول العربیة في 18 نوفمبر 1955 وقررت أن البحرین بلد عربي ولا تربطه بإیران أیة صلة وأوصت الدول العربیة بإرسال مذكرات احتجاج بهذا الشأن إلى الحكومة الإیرانیة وأصدرت إیران في نوفمبر 1957 قرارا بناءا على التعلیمات الصادرة من الشاه محمد رضا بهلوي بإعتبار البحرین الإقلیم الرابع عشر ضمن التنظیمات الإداریة الإیرانیة الجدیدة إلا أن هذا القرار لم یكن له صدى لدى شعب البحرین والعائلة الحاكمة فیها الأمر الذي أدى إلى احتجاجات عربیة كبیرة لاسیما من مصر والسعودیة وكررت إیران في العام نفسه إدعاءاتها في البحرین إثر عقد إتفاقیة حدودیة بحریة مع السعودیة على أساس أن البحرین مقاطعة إیرانیة الأمر الذي أدى إلى رد فعل مصري مماثل.
وفي 13 مارس 1968 طالب الشاه محمد رضا بهلوي مجددا بالبحرین من خلال إعلان جاء فیه: «إذا لم یحترم أصدقاؤنا الحالیون حقوق إیران المشروعة في الخلیج فعلیهم أن یتوقعوا قیام إیران باتخاذ موقف مشابه إزائهم».

## أثر الإدعاءات الإیرانیة في البحرین على فشل اتحاد الإمارات العربیة
شهد یوم 18 فبراير 1968 ولادة أول مبادرة وحدویة رسمیة شهدتها إمارات الساحل المتصالح إذ عقد اتفاق بین كل من زاید بن سلطان آل نهیان حاكم إمارة أبو ظبي وراشد بن سعید آل مكتوم حاكم إمارة دبي في منطقة السمیح على الحدود بین الإمارتین أطلق علیه اجتماع السميح أو الاتحاد الثنائي إذ اتفق الطرفان على دعوة إمارات الساحل الأخرى للدخول فیه فضلا عن دعوة حاكمي قطر والبحرین والاتفاق معهما على عمل موحد وتكوین اتحاد تساعي ولقیت الدعوة استجابة من حكام الإمارات الأخرى الشارقة ورأس الخیمة وعجمان وأم القیوین والفجیرة فضلا عن قطر والبحرین وبعد أسبوع من إعلان الاتحاد الثنائي اجتمعوا حكام الإمارات التسع في دبي ما بین 25 و27 فبراير 1968 ونتج عن الاجتماع توقیع اتفاقیة دبي في 27 فبراير من العام نفسه وقیام اتحاد الإمارات العربیة والذي یعد أول اجتماع لحكام الإمارات التسع قطر والبحرین بالإضافة إلى إمارات الساحل المتصالح السبع أبو ظبي ودبي ورأس الخیمة والشارقة وعجمان والفجیرة وأم القیوین إذ أن مصیرها یتطلب وجود كیان موحد للوقوف بوجه التحدیات التي تهدد أمنها وسیادتها.
قامت إیران في أعقاب الاتحاد التساعي باستنكار هذا العمل بشدة في 8 يوليو 1968 إذ قال وزیر خارجیتها أردشیر زاهدي: «إن معارضة إیران للاتحاد تستند لیس على المطالبة بالبحرین فقط بل المطالبة بعدد من الجزر الخلیجیة الأخرى» ویعود سبب الموقف الإیراني المعادي للاتحاد وجود البحرین عضوا فیه إذ تعد الأخیرة في نظر إیران جزء من إقلیمها كما أسلفت وتعد البحرین أكثر إمارات الخلیج العربي لها مصلحة في إقامة الاتحاد إذ أن الاتحاد یمكنها من حل الإشكال المفتعل الذي إدعته إیران حولها فضلا عن حل مشكلة الأعداد المتزایدة من الخریجین في البحرین والذین لا أمل لهم في مستقبل أفضل إلا ضمن اتحاد كبیر یتسع لطموحهم ویؤمن لهم المراكز التي تلیق بمستواهم الثقافي زد على ذلك وجود حركة قومیة بین مثقفیها وأن الاتحاد یحمیها من الأخطار المحدقة بها بسبب الأطماع الإیرانیة فیها وأوضاعها الثقافیة والاجتماعیة المتقدمة على غیرها من الإمارات والكثافة السكانیة التي تؤهلها لتكون مرشحة لزعامة الاتحاد وقیادته إلا أن كل هذه الأسباب أخذت تعمل ضد طموحاتها إذ أن الإمارات لاسیما دبي ترى أن وجود البحرین في الاتحاد سیؤدي إلى توتر في علاقاتها مع إیران وأنها حریصة على أن تكون تلك العلاقة طیبة لوجود رعایا إیرانیین بأعداد كبیرة في إمارة دبي یمثلون ما یقرب من 70% من سكانها.
وتجنب حكام الإمارات العربیة اختیار المنامة لتكون مقرا للاجتماعات الرئیسة أو الفرعیة وعدم إعطاء البحرین مراكز رئیسة في الأجهزة الاتحادیة وبررت ذلك برغبتها في تجنب الاصطدام مع إیران التي شنت حملة عنیفة على فكرة الاتحاد الذي یضم البحرین ضمن أعضائه إذ أعلن الشاه محمد رضا بهلوي قائلا: «إن إیران تعارض انضمام البحرین لاتحاد الإمارات وأنها لا تخضع لقرارات بریطانیا لإعطاء الاستقلال للبحرین وإذا انضمت البحرین كعضو في الأمم المتحدة ففي المقابل تنسحب إیران من هذه المنظمة».
إن الشيء المهم في موقف البحرین من الاتحاد هو أنه عندما كانت مطالبة إیران بالبحرین في أوجها تساهلت البحرین كل التساهل في مطالبها مع سائر الإمارات متشبثة بالاتحاد إذ كانت مستمیتة داخل المجموعة الاتحادیة خلال الدورة الرابعة للمجلس الأعلى للاتحاد والمؤلف من حكام الإمارات التسع وذلك خوفا من اشتداد المطالبة الإیرانیة بها وكانت خطة بعض الإمارات هي إحراج البحرین والسعي لإخراجها من مباحثات الاتحاد أو ربما من الاتحاد كله وهذا یرجع لسببین رئیسیین:
أولهما: محاولة هذه الإمارات إرضاء إیران وتجنب غضبها بإبعاد خطرها المباشر علیهم فضلا عن الحصول على موافقتها على الاتحاد في حالة وجود البحرین خارجه لذا عملت تلك الإمارات على وضع العراقیل أمام البحرین للانضمام إلى الاتحاد لذا لم یكن أمام الأخیرة إلا الصمود والقبول بالأشیاء القلیلة وعدم مناقشة المواضیع الخاصة بالمراكز القیادیة للاتحاد لذا كانت تقبل كل ما یعرض علیها دون أي اعتراض.
ثانیهما: محاولتها التخلص من البحرین واكتساحها الثقافي والحضاري لسائر الإمارات لاسیما وأنها تشكل نصف عدد سكان الاتحاد التساعي وفیها الكثیر من الكفاءات البشریة التي تفوق باقي الإمارات إذ أن الاتحاد سیكون من نصیبها آجلا ام عاجلا بسبب ما لدیها من كفاءات وخبرات.
وعارضت إیران قیام الاتحاد وأصدرت بیانا أكدت فیه أنه لا یمكن للحكومة البریطانیة أن تتخلى لآخرین عن أراضي یشهد التاریخ أنها فصلت عن إیران بالقوة وأن الحكومة الإیرانیة ستحتفظ بكل حقوقها وأنها لن تعترف باتحاد إمارات الخليج العربي قبل أن تسوى مشكلة البحرین وحتى إذا انضمت البحرین إلى الاتحاد فإن ذلك لن یؤثر مطلقا على مطالبها فیها وخاطب وزیر الخارجیة الإیراني أردشیر زاهدي راشد بن سعید آل مكتوم حاكم إمارة دبي بلهجة عنیفة قوله: «إن موقفنا من الاتحاد العربي المطروح على بساط البحث قد أبلغنا البریطانیین والسعودیین والكویتیین وها أنت تسمعه مني فنحن لا ننوي فقط عدم الاعتراف بالاتحاد بل سوف نحاربه».
وهكذا رفضت إیران أي اتحاد تكون البحرین طرفا فیه وهددت بقیة الإمارات من الانقیاد وراء هذا الاتحاد ولم تتوقف إیران عن التدخل في شؤون الخلیج العربي عامة وشؤون البحرین الداخلیة خاصة إذ حرضت بعض الشیوخ لمعارضة المقترحات التي طرحها حاكم البحرین عیسى بن سلمان آل خلیفة في اجتماع المجلس الأعلى لاتحاد إمارات الخلیج العربي التسع والذي عقد في أغسطس 1969 حول إقامة جهاز تشریعي یحدد أعضائه حسب نسبة السكان في كل إمارة وأن ذلك من شأنه یعزز عروبة البحرین لذا انتهى الاجتماع دون التوصل إلى أیة نتیجة تذكر وكان لتدخل القوى الإقلیمیة لاسیما إیران الأثر الفاعل في إفشال مباحثات الاتحاد التساعي إذ أنها حاربت الفكرة منذ بدایتها وصرح شاه إیران محمد رضا بهلوي في مارس 1970 وقوله: «إن البحرین فُصلت عن بلادي من قبل بریطانیا منذ مائة وخمسون عاما وبما أن بریطانیا سوف تغادر المنطقة فإنه یجب عودة البحرین إلى إیران».
والمعروف أن العامل الجغرافي هو الذي یحدد الإقلیم للدولة وأن الدول التي تقلل من أهمیة هذا العامل أكثر ما تكون لها میول استعماریة تهدف منها السیطرة على أراضي دول دون أیة دواعي سیاسیة أو اجتماعیة أو جغرافیة فالبحرین تبعد 15 ميل عن السعودیة أو 18 ميل عن قطر في حین تبعد عن إیران ما یقرب من 120 ميل لذا فهي أقرب إلى الأقالیم العربیة منه إلى إیران التي تدعي بأنها «أرض فارسیة».
وكان وراء إعلان بریطانیا نیتها الانسحاب من الخلیج العربي عام 1971 أن تعطي فرصة لإیران على تأكید دورها في المنطقة وتحقیق أطماعها التوسعیة فیها ومن هنا كانت التصریحات الرسمیة الإیرانیة المتكررة منذ عام 1968 بأن الاستقرار والأمن في الخلیج العربي سیحافظ علیه من خلال القوات الإیرانیة بعد إنسحاب القوات البریطانیة منه إذ صدر أول تصریح إیراني من هذا القبیل بعد أقل من أسبوعین من إعلان الانسحاب وقال رئیس الوزراء الإیراني أمیر عباس هویدا في مؤتمر صحفي عقده في 27 يناير 1968: «إن إیران دولة تتمتع بأعظم قوة في عموم الخلیج وأن من الطبیعي أن تهتم إیران بصورة كبیرة بإستقرار وأمن منطقة الخلیج».
وصرح أيضا قائلا: «إن هناك إعتبارین أساسیین أثرا على سیاسة إیران في الخلیج الأول: أن الخلیج وبحر عمان یشكلان حدود إیران الجنوبیة والثاني: أن الخلیج وبحر عمان یشكلان خطا یتم نقل النفط الإیراني من خلاله يوميا».
وهكذا اهتمت إیران كثیرا بمنطقة الخلیج العربي كونها تعد الطریق للاتصال بالعالم الخارجي أنها تتمتع بأطول ساحل في الخلیج العربي یبلغ طوله 1950 كيلومتر فضلا عن سیطرتها على مضیق هرمز الذي یشكل معبر إستراتيجي في حركة النقل إلى الأسواق العالمیة زد على ذلك وجود كمیات كبیرة من احتیاطي النفط في منطقة الخلیج العربي والذي یشكل ركیزة أساسیة في اقتصاد إیران.
وبعد الانسحاب البریطاني وما خلفه من فراغ أمني في المنطقة مارست إیران دور كبیر في الخلیج العربي وتحددت أهدافها السیاسیة كالآتي:
- حمایة عرش الشاه من أي انقلاب.
- تثبیت مصالحها في الخلیج العربي.
- حمایة مصادر النفط من أي عدوان خارجي وضمان حریة الملاحة في مضیق هرمز.

## إجراء الاستفتاء في البحرین وإعلان الاستقلال عام 1971
وبعد ما یقرب من 150 عاما من الادعاءات الإیرانیة في البحرین تطور الموقف الإیراني بصور مفاجئة منذ بدایة عام 1969 إذ أعلن الشاه محمد رضا بهلوي أثناء زیارته إلى الهند في 4 يناير من العام نفسه قائلا: "إن سیاسة بلادي هي معارضتنا لإستخدام القوة لغرض الاستیلاء على أراض خلافا لرغبة أهلها وبناءا علیه فسأقول للمرة الأولى إذا كان أهل البحرین غیر راغبین في الانضمام إلى بلادي فإن استخدام القوة لإعادة هذه الأراضي التابعة لنا أمر مخالف لمبدئنا ولأجل حفظ ماء الوجه للحكومة الإیرانیة فإنها تقدمت باقتراح استفتاء رسمي لسكان البحرین تحت رقابة الأمم المتحدة بخصوص الإنضمام إلى إیران أو عدمه إلا أن الأوساط العربیة والحركة الوطنیة في البحرین والخلیج العربي رفضت الفكرة لأن عروبة البحرین لیست موضع شك فضلا عن الاستفتاء سابقة خطیرة قد تطالب بها إیران في الإمارات الصغیرة في ساحل الخليج العربي التي یشكل الإیرانیون فیها نسبة عالیة من السكان.
أما الاقتراح الآخر فهو عرض القضیة أمام محكمة العدل الدولیة في لاهاي ورفضته البحرین لأنه لیس هناك نزاع على قطعة أرض بقدر ما هناك إدعاء من طرف بتزویر هویة طرف آخر فضلا عن احتجاج بعض موظفي الأمم المتحدة بأن المسألة لیست ذات طابع قانوني أما الاقتراح الأخیر فهو رفع المسألة إلى اللجنة الخاصة بإنهاء الاستعمار في الأمم المتحدة وتم الإعتراض على ذلك إذ أن البحرین لیست مستعمرة من الناحیة القانونیة وبدأت البحرین منذ عام 1970 تتجه نحو إعلان الاستقلال كدولة قائمة بذاتها بعد التراجع الإیراني بالإدعاءات في البحرین وتوضح ذلك الإتجاه حینما أنشأت مجلس دولة لها والذي یعد بمثابة نواة لمجلس وزراء وتألف من رئیس واثني عشر عضوا یعینون ویعفون بمراسیم لتولي السلطة التنفیذیة فضلا عن إجراءات حكومیة أخرى تتمثل في إعادة تنظیم الدوائر الحكومیة بجعلها إحدى عشر دائرة خصصت منها دائرتان للخارجیة والدفاع.
وأدركت البحرین أنه من الأصلح لها إعلان إستقلالها وإعتبارها دولة ذات سیادة بدلا من دخولها في اتحاد قد لا یكون راغبا في انضمامها إلیه فضلا عن عدم حصولها على دور یتناسب مع طموحها في تصریف شؤون الاتحاد بسبب زیادة عدد سكانها مقارنة بباقي الإمارات زد على ذلك أن قطر كانت تسعى في إخراج البحرین من الاتحاد لأن ذلك سیرضي إیران ویحافظ على العلاقات الودیة بین الدوحة وطهران وقد قررت الحكومة البریطانیة أن تحل جمیع المشاكل في منطقة الخلیج العربي قبل انسحابها نهایة عام 1971 لاسیما مشكلة البحرین لذا توصلت إلى قرار یقضي بتعویض إیران لقاء تنازلها عن إدعاءاتها في البحرین من خلال غض النظر عنها في حالة إحتلالها للجزر العربیة الثلاث طنب الكبرى وطنب الصغرى وأبو موسى في الوقت الذي كانت تسعى إیران لسیطرتها على هذه الجزر لذا عمد الشاه إلى طلب ضمن باهض لقاء موافقته على قیام دولة الإمارات العربیة المتحدة وذلك بإحتلاله تلك الجزر فضلا عن الإعتراف بالهیمنة الإیرانیة على منطقة الخلیج العربي.
وصرح محمد بن مبارك بن حمد آل خلیفة بخصوص الانسحاب البریطاني قائلا: "أنه یأمل أن لا تنسحب بریطانیا قبل عام 1971 وذلك لأسباب دفاعیة إذ تعد المطالب الإیرانیة بالبحرین تهدید لأمنها وسلامتها وبعد مباحثات طویلة حول موضوع البحرین في جنیف بحضور بریطانیا وإیران لإیجاد حل لها شكلت لجنة تقصي الحقائق برئاسة مبعوث الأمین العام للأمم المتحدة جو شیاردي مدیر مكتب الأمم المتحدة في جنیف وذهبت إلى البحرین في أبريل 1970 لإستطلاع رأي أهالي البحرین حول الإنضمام إلى إیران أو الاستقلال لیتم رفع تقریر نهائي إلى مجلس الأمن الدولي.
وفي ختام مهمته رفع جو شیاردي تقریرا إلى الأمین العام للأمم المتحدة جاء فیه: «أكدت مشاوراتي أن الأغلبیة العظمى من شعب البحرین ترغب بالحصول على إعتراف بشخصیتهم في دولة مستقلة تماما ذات سیادة كاملة في تقریر علاقاتها مع الدول الأخرى وصادق مجلس الأمن الدولي بالإجماع على تقریر اللجنة الدولیة في یوم 11 مايو 1970 وعمدت إیران إلى التقارب مع البحرین إذ أرسلت وفد لتقدیم التهنئة لها بمناسبة صدور القرار وذلك برئاسة وكیل وزارة الخارجیة الإیرانیة في 23 مايو من العام نفسه كما قام رئیس مجلس الدولة البحریني خلیفة بن سلمان بن حمد آل خليفة بأول زیارة رسمیة لمسؤول بحریني إلى إیران منذ أكثر من مائة عام فضلا عن زیارة حاكم البحرین عیسى بن سلمان آل خلیفة إلى إیران في 18 ديسمبر من العام نفسه وهناك أحزاب سیاسیة إیرانیة لاسیما حزب بان إیرانسیت كان لها موقف معارض للحكومة الإیرانیة عن موقفها تجاه قضیة البحرین فقد أعلن رئیس الحزب محسن بزشكبور:» إن البحرین جزء من التراب الإیراني والذین قبلوا بفصلها عن إیران هم خونة ولا یمكن الإقرار بفصلها ثم أعلنت استقلال البحرین في 14 أغسطس 1971.
إن استفتاء البحرین قدم للشاه محمد رضا بهلوي فوائد جدیرة بالإعتبار إذ تحسنت علاقات إیران السیاسیة والاقتصادیة مع دول الخلیج العربي الأخرى فضلا عن تحسنها مع البحرین وبدأ رأس المال الإیراني بالتدفق عبر الخلیج العربي وافتتح فرع للبنك الوطني الإيراني وشعر الحكام العرب بأن نهایة ذلك الجدل فتح الطریق لمناقشات جدیة حول ما یجب عمله عندما تنسحب بر یطانیا كلیا من المنطقة وهكذا أعلن عن استقلال البحرین التام وألغیت العلاقات التعاهدیة الخاصة مع بریطانیا بعد توقیع إتفاقیة صداقة بین الطرفین مدتها عشرة أعوام لتنظیم العلاقات التجاریة والتعاون بینهما.